# Syzygium benguellense
Syzygium benguellense là một loài thực vật có hoa trong Họ Đào kim nương. Loài này được (Welw. ex Hiern) Engl. miêu tả khoa học đầu tiên năm 1921.